# الإخوان المسلمون في السودان
جماعة إسلامية سودانية، أسست في السودان في أربعينيات القرن العشرين وتعد امتداداً فكريا لجماعة الإخوان المسلمين التي أسسها الشيخ حسن البنا في مصر، ومراقبها العام الحالي هو سيف الدين أرباب، خرجت من هذه الحركة عدة تنظيمات استقلت عنها تنظيمياً أبرزها الجبهة الإسلامية القومية بقيادة حسن الترابي بينما ظل الإخوان المسلمون تنظيم الحبر يوسف نور الدايم (هكذا كان يميزهم الناس) يحملون اسمهم بعيدا عن الجبهة، وخاضوا باسم (الإخوان المسلمون) انتخابات 1986 (ولم يفز منهم أحد).

## النشأة
في عام 1949م جاء وفد من جماعة الإخوان المسلمين من مصر إلى السودان وعقد كثيرًا من الاجتماعات لشرح فكرهم وأيديولوجيتهم بقيادة جمال الدين السنهوري. وفي أبريل 1949م ظهر أول فرع للاخوان في السودان، خلال دراسة الطلاب السودانيين في مصر وتعرف الكثير منهم على أيديولوجيا الإخوان وجاؤوا لنقلها إلى السودان، وخلال الأربعينيات بدأ نشاط مجموعات الإخوان داخل الجامعات السودانية وكان الطلاب الجامعيون هم الداعم لأكبر للحركة. في خطوة لتوحيد المجموعات تحت منظمة واحدة أقيم مؤتمر عام 1954م من مجموعات مختلفة ممثلة للإخوان لها نفس الفكر، وصوت المؤتمر على إنشاء منظمة موحدة تتبنى أفكار حسن البنا مؤسس جماعة الإخوان المسلمين. وكان أول انشقاق للذين رفضوا الاسم بقيادة أبابكر كرار.

## وجود الإخوان السياسي في السودان
- الحزب الاشتراكي الإسلامي 1949 - 1954: هو مجهود طلابي بحت (طلاب جامعة الخرطوم بابكر عبد الله كرار وميرغني النصري وغيرهم) قام نتيجة لردة فعل ضد موجة الشيوعية والإلحاد بالجامعة ولم يكن لهم ارتباط مباشر بجماعة الإخوان المسلمين ولكنهم تأثروا بفكرهم ومنهجهم عن الطريق التواصل مهم وعن طريق الكتيبات والمجلات الصادرة عنهم من مصر.

ترأس د/ حسن الترابي الإخوان لفترة من الزمان.
تغير اسم المنظمة في عهده أكثر من مرة بسبب تعرض حركات الإخوان المسلمين حول العالم إلى الهجوم والقمع من الأنظمة وللابتعاد عن المشاكل، وهذه هي مراحل تغير الاسم :
- جبهة الميثاق الإسلامي :جبهة الميثاق الإسلامي هو تحالف إسلامي بين الإخوان المسلمين والسلفيين والطريقة التجانية الصوفية، وتكون هذا التحالف لخوض انتخابات 1968، هذا التحالف لم يلغ اسم الإخوان المسلمين بل كانوا جزءا منه.[3][4][5] وكان يقود المكتب التنفيذي حينها محمد صالح عمر وزير الثروة الحيوانية.
- جبهة الميثاق الإسلامي أو الإخوان 1969 - 1979': في العام 1969 تم انتخاب د. حسن الترابي أمينا عاما لجماعة الإخوان المسلمين. وخرجت قلة من الجماعة رافضة هذا الانتخاب منهم محمد صالح عمر والشيخ محمد مدنى سبال والشيخ جعفر الشيخ إدريس والشيخ محمد عبد الله برات الذي كان يكفر د. الترابي ويدعو الناس لعدم الصلاة خلفه والشيخ علي جاويش (لم يكن الشيخ صادق معهم)، كانوا بعد ذلك النواة لجماعة الإخوان الحالية بعدها انضم إليهم الشيخ صادق ود. الحبر في العام 1979 فقد أجل انقلاب الرئيس النميرى 25/5/1969 بمساعدة الشيوعيين والقوميين العرب وإعلان الانشقاق الثاني في الجماعة.
- بعد محاولة عسكرية انقلابية قام بها العميد محمد نور سعد سنة 1976 مسنوداً من ليبيا (غزو مسلح) وكان الغزاة الذين تدربوا عسكريا في ليبيا من أعضاء التنظيمات الكبرى في السودان(حزب الأمة (الصادق المهدي)/ الحزب الاتحادي الديموقراطي/ الإخوان المسلمون (الترابي) إستشعر الرئيس نميري خطورة تلك الأحزاب فعقد في السنة التالية ما عرف باسم المصالحة الوطنية فدخلت هذه الأحزاب معه الحكم، وقام الترابي ـ وقتها ـ بحل تنظيم الإخوان المسلمين(لأن الرئيس النميري لم يكن يعترف بالأحزاب)، وقد حلها الترابي فعليا مما جعل الجماعة تظل تحمل اسم الإخوان المسلمين تتمسك به والتوجه بقيادة الشيخ صادق عبد الله عبد الماجد، الذي هو اليوم المراقب العام للجماعة المعترف به، ولم تدخل جماعة الإخوان(صادق عبد الله عبد الماجد) الحكم مع الرئيس نميري.
- الجبهة الإسلامية القومية 1986 - 1989 : شكل الدكتور حسن عبد الله الترابي الجبهة الإسلامية القومية' : (لم يكن كثير من الناس يفرقون فعليا بين الإخوان المسملين وبين حسن الترابي وفريقه لإن حسن الترابي كان المراقب العام لفترة مهمة وكان أغلب تنظيم الجبهة فعليا من الإخوان المسلمين) الترابي أصبح الأمين العام للجبهة لتصبح حزباً إسلامياً عصرياً، وظل الإخوان المسلمون تنظيم الحبر يوسف نور الدايم (هكذا كان يميزهم الناس) يحملون اسمهم بعيدا عن الجبهة، وخاضوا باسم (الإخوان المسلمون) انتخابات 1986 (ولم يفز منهم أحد).. بجانب الأحزاب الأخرى بما فيها الجبهة الإسلامية القومية.
- الجبهة التي أسسها الترابي 1986 دعمت حق المرأة في التصويت والترشح، وكانت أهداف الترابي الرئيسية (التي يقول بها) هي أسلمة المجتمع وتأسيس حكم الشريعة الإسلامية في السودان. (الجبهة الإسلامية) اخترقت البرلمان والحكومة والجيش والمنظمات المحلية والإقليمية ومنظمات رعاية المرأة والشباب. وقد قامت أيضاً بإنشاء منظمات الرعاية الخاصة بهم مثل شباب البناء ورائدات النهضة، كما أقاموا الحملات التعليمية لأسلمة المجتمع من خلال الدولة. وفي نفس الوقت قاموا بالسيطرة على مؤسسات إسلامية خيرية من أجل الترويج لأفكارهم والتي أدت لنشر أفكارهم في المجتمع (فقد استفادوا من مشاركتهم للرئيس النميرى 1979 حتى 1985 في التمكين الاقتصادي والاجتماعي).

كما أخذت الجبهة الإسلامية، المنفصلة عن الإخوان المسلمين، المواقع الإدارة في البنوك الإسلامية الناشئة في السودان وأصبحوا موظفين وإداريين فيها وأصبحت الممول الأساسي لمشاريعهم ليصبحوا قوة أثرت على سياسة وقانون ودولة ومجتمع السودان.. ففازت 51 مقعد في البرلمان السودان وحلت في المركز الثالث بعد حزبي الأمة والإتحادى الديمقراطي ولكن د. الترابي لم يفز في هذه المرة أيضا.
- حدث انشقاق آخر في صفوف (الإخوان المسلمون) في في العام 1991م حيث تم انتخاب الشيخ سليمان أبو نارو رئيسا لجماعة الإخوان المسلمين، إلا أن الكثيرين ظلوا مع قيادات الإخوان التقليدية(صادق عبد الله عبد الماجد)؛ الذي أيدته أيضا الجماعة العالمية والمرشد العام؛ بعد أكثر من 10 سنوات قامت جماعة أبو نارو بحل نفسها وتغيير اسمها إلى جماعة الاعتصام بالكتاب والسنة، ولا يزال الشيخ الصادق عبد الله عبد الماجد مراقبا عاما للإخوان المسلمين.

## السيطرة على السلطة وحكم عمر البشير
- حل الترابي الجبهة الإسلامية القومية بعد انقلاب 1989 المسمى بثورة الإنقاذ..ليتسنى له الانفراد الكامل بالسلطة.. ولكن تبين له بعد ذلك الخطأ الفادح الذي قام به.. خاصة في المعركة التي قادها ضد الرئيس البشير في العام 1999.
- حزب المؤتمر الوطني الحاكم سابقا (1994 - 2019) : عندما كانت الأوضاع السياسية مضطربة في السودان استطاعت الجبهة الإسلامية، المنفصلة عن الإخوان المسلمين، بقيادة عمر حسن البشير السيطرة على مقاليد الحكم في السودان بانقلاب 1989 المسمى ثورة الإنقاذ التي جاءت بإسلاميين للحكم ومن ثم تحول الاسم من الجبهة الإسلامية إلى حزب المؤتمر الوطني الذي اعتبر وعاء يضم جميع الطوائف والأديان السودانية، ويجدر الإشارة إلى أن الترابي سجن من قبل البشير، بعد أن أبعده من موقع القرار فكون حزبا معارضا للحكومة باسم(المؤتمر الشعبي)، كما تنازل الإسلاميون الحاكمون من المؤتمر الوطني عن كثير من أفكارهم بعد اتفاقية نيفاشا للسلام عام 2005م التي ألغت حكم الشريعة في الجنوب وسمحت بالتعاملات الربوية هناك وأفسحت المجال للحريات المدنية بالبلاد.
- حزب المؤتمر الشعبي: 1999 - حتى الآن  بعد المعركة (الحامية الوطيس) بين الترابي والبشير.. خرج الترابي بمجموعة مقدر من الحزب الحاكم وكون حزبه المعارض والأشد خصومة حتى اليوم.
- في حوار للشيخ علي محمد أحمد جاويش عضو المكتب التنفيذي لإخوان السودان آنذاك سئل عن وضع الإخوان السوداني هل هم معارضة أم حكومة فقال:
  - نحن نشارك الآن في الحكومة الوطنية باثني عشر شخصًا على المستوى التشريعي والتنفيذي والولائي والاتحادي، فنحن مشاركون بوزير دولة هو الأخ سامي عبد الدايم محمد ياسين وزير الدولة بوزارة الرعاية الاجتماعية وشئون المرأة والطفل، ووزير ولائي وهو الدكتور أبو بكر الدرديري وزير الثقافة والشباب والرياضة والناطق الرسمي باسم حكومة ولاية البحر الأحمر، واثنين من معتمدي الرئاسة، وهما: مولانا سيف الدين معتمد رئاسة بولاية القضارف، والشيخ علي محمد أحمد تنجو معتمد رئاسة بولاية شمال دارفور (الفاشر)، والباقون ممثلون على مستوى المجالس التشريعية، ففي البرلمان المركزي وهو بمثابة البرلمان المصري (مجلس الشعب)، وهم: الدكتور الحبيري نائب المراقب العام لجماعة الإخوان المسلمين بالسودان وهو رئيس لجنة التعليم والبحث العلمي بالبرلمان بدرجة وزير اتحادي، والأستاذ علي محمد أحمد جاويش عضو المكتب التنفيذي لجماعة الإخوان المسلمين بالسودان، والأستاذ يوسف البدري رئيس مجلس شورى الإخوان المسلمين بالسودان.
  - وأما المجالس التشريعية الولائية فتمثيلنا فيها بخمسة هم: الشيخ مرغني حسن عضو المجلس التشريعي بولاية الخرطوم، الشيخ المناوي عضو المجلس بولاية شمال كردفان، الشيخ طيب عضو المجلس بولاية الجزيرة، الأستاذ محمد الديري عضو المجلس بولاية نهر النيل، الأستاذ صلاح النور عضو المجلس بولاية السنار.

## من قيادات الإخوان في السودان
- سيف الدين أرباب المراقب العام للإخوان المسلمين في السودان منذ 18 يونيو 2022.[6]
- د. عوض الله حسن المراقب العام السابق للإخوان المسلمين بالسودان.
- الشيخ صادق عبد الله عبد الماجد
- د/ الحبر يوسف نور الدائم المراقب العام لإخوان السودان (سابقاً) ورئيس لجنة التعليم بالمجلس الوطني السوداني (البرلمان).
- الهادي عبد الفتاح الشريف
- د. عثمان علي حسن
- المهندس الخير يعقوب
- د. عصام يوسف بدري
- الشيخ علي محمد أحمد جاويش المراقب العام لإخوان السودان
- محمد صالح عمر
- الشيخ محمد مدني سبال (تم اعتقاله مع إخوان مصر 1954)
- الشيخ د. جعفر الشيخ إدريس
- د. عثمان على حسن
- د. محمد شريف بشير
- أ. محمد عبد الرحمن عثمان
- جمال محمد على تبيدي

## مراقبو الإخوان المسلمين في السودان
1. الأستاذ علي طالب الله أول مراقب عام للاخوان المسلمون بالسودان
2. محمد الخير عبد القادر (أول مراقب عام بعد اختيار اسم الإخوان المسلمين)
3. الرشيد الطاهر بكر
4. د. مالك بدرى
5. د. حسن الترابى (الأمين العام لجبهة الميثاق) والشهيد محمد صالح عمر (رئيس المكتب التنفيذى لجماعة الإخوان المسلمين) في آن واحد
6. ثم أنتخب د. حسن الترابى مرة أخرى في عام 1969
7. د. الحبر يوسف نور الدائم
8. الشيخ/ صادق عبد الله عبد الماجد (1991 - 2008)[7]
9. د. الحبر يوسف نور الدائم (مرة أخرى) (2008 - 2012)[8]
10. الشيخ/ على محمد أحمد جاويش. (2012 - 2016)[9]
11. د.عوض الله حسن سيد أحمد (2016 حتى الآن)[10]
12. سيف الدين أرباب منذ 18 يونيو 2022.[6]

## وصلات خارجية
- http://www.ikhwan.sd/
- موقع جماعة الإخوان المسلمين الإصلاح بالسودان (التي يرأسها الشيخ ياسر عثمان جاد الله)
- حوار المراقب العام للإخوان المسلمين الشيخ صادق عبد الله في برنامج زيارة خاصة - قناة الجزيرة - الفيديو(1)[وصلة مكسورة]
- حوار مع الحبر نور الدائم المراقب العام لجماعة الإخوان المسلمين بالسودان، أي مشروع للإخوان المسلمين في دولة السودان "الإسلامية"؟، إسلام أون لاين، 15 يونيو 2008م
- حوار مع نائب مراقب إخوان السودان علي جاويش
- ظاهرة الانشقاق عند الإخوان.. الحالة السودانية، ملفات خاصة 2002، المعرفة، الجزيرة نت
- إسلاميو السودان والتحالف مع الرئيس، إسلام أون لاين، 23 فبراير 2010
- البرنامج الانتخابي لإخوان السودان ، إخوان أون لاين، 7 مارس